# Fragmenta Florulae Aethiopico-aegyptiacae
Fragmenta Florulae Aethiopico-aegyptiacae (abreviado Fragm. Fl. Aethiop.-aegypt.) es un libro con ilustraciones y descripciones botánicas que fue escrito por el botánico inglés Philip Barker Webb y publicado en el año 1845.